# Браницкий, Владислав Ксаверьевич
Граф Священной Римской империи (с 18 июля 1839 года) Владислав-Григорий (Владислав Гжегож) Ксаверьевич Браницкий (1783—1843) — обер-шенк Высочайшего двора  и генерал-майор русской армии из польского рода Браницких, участник наполеоновских войн. Ввиду двойного имени — Владислав Гжегож (пол. Władysław Grzegorz  — Владислав-Григорий), в некоторых источниках именуется Владислав Григорьевич.

## Биография
Владислав Ксаверьевич Браницкий родился 13 февраля 1783 года. Сын Великого гетмана коронного Франциска Ксаверия Петровича Браницкого, перешедшего на русскую службу с чином генерал-аншефа, и Александры Энгельгардт. В день своего рождения записан прапорщиком в лейб-гвардии Преображенский полк. 1 января 1791 года произведён в подпоручики.

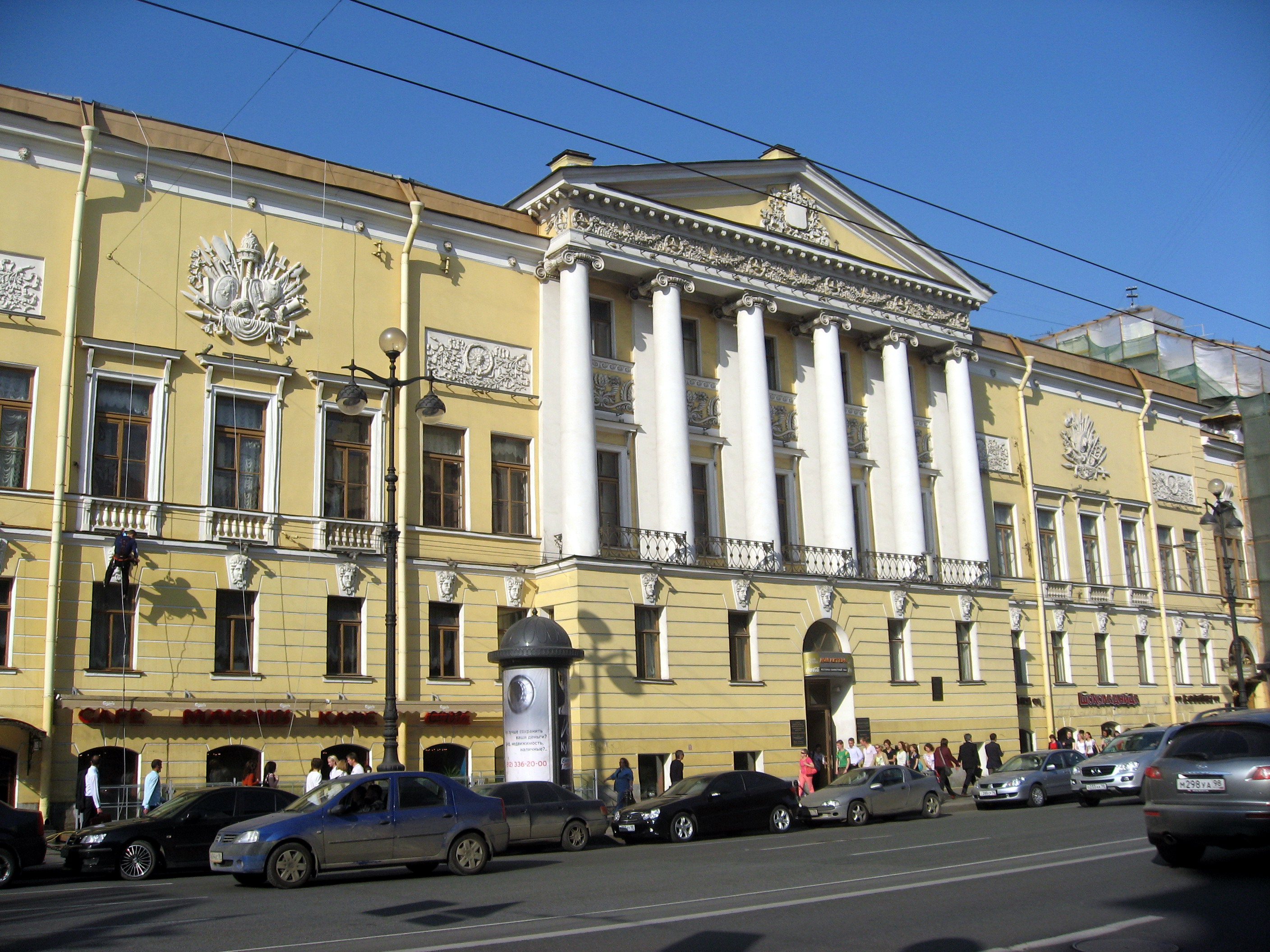
Дворец В. К. Браницкого на Невском проспекте

В 1799 году вступил на действительную службу в чине поручика. В царствование императора Павла І получил орден Святого Иоанна Иерусалимского. Император Александр I в начале своего царствования пожаловал Владислава Браницкого и его брата Александра в действительные камергеры двора Его Величества.
В 1807 году Браницкий участвовал в кампании против турок с подвижным земским войском Киевской губернии, под начальством генерал-фельдмаршала князя Прозоровского, и за эту кампанию награждён орденом Святой Анны 2-й степени с бриллиантовыми украшениями. 1 августа 1809 года он из камергеров вновь зачислен в лейб-гвардии Преображенский полк с чином штабс-капитана и назначен флигель-адъютантом к Его Величеству. 1 ноября 1810 года произведён в капитаны, а 17 апреля 1812 года — в полковники.
В Отечественную войну Браницкий находился в свите императора Александра I, а затем состоял при штабе 1-й Западной армии. Участвовал в сражениях под Смоленском, Бородино, Тарутино, Малоярославцем, Красным. Награждён орденом Святого Владимира 4-й степени с бантом (за Бородинскую битву) и золотой шпагой с надписью «За храбрость» (за сражение под Красным).
В 1813 году Браницкий был в сражениях под Дрезденом, Кульмом и Лейпцигом: за отличие в последней битве награждён орденом Святого Владимира 3-й степени. Кроме того, ему были пожалованы ордена: австрийский Леопольда и прусский «За заслуги». В 1814 году Браницкий сражался при Бриене (награждён баварским и виртембергским орденами), Ла-Ротьере, Арси-сюр-Обе, Париже. 27 марта 1814 года за отличие при взятии Парижа произведён в генерал-майоры. Всю кампанию 1815 года Браницкий находился при Александре I.
22 августа 1826 года он был назначен егермейстером двора Его Величества. 8 мая 1831 года награждён орденом Святой Анны 1-й степени. Высочайшим Указом от того же дня ему повелено присутствовать в Правительствующем сенате, с оставлением в придворном звании. 28 января 1832 года он назначен к присутствованию во временном общем собрании Сената, в Санкт-Петербурге. 31 декабря 1837 года награждён орденом Святого Владимира 2-й степени. 2 апреля 1838 года произведён в действительные тайные советники, 23 апреля 1838 года назначен обер-шенком двора Его Величества. 18 июля 1839 года признан в графском достоинстве Высочайше утверждённым положением Комитета министров. 15 апреля 1841 года награждён орденом Белого орла.
Скончался неожиданно, объевшись дыни, в августе 1843 года на возвратном пути из-за границы в Варшаве, в доме своих друзей. Браницкий, по словам барона М. Корфа, был человек с рядовым светским воспитанием и без всяких внешних достоинств. Он никогда не играл никакой роли в Сенате, придворная жизнь принадлежала более к его сфере. Будучи первым богачом в России, он был до крайности скуп. Во французскую кампанию, быв флигель-адъютантом, он беспрестанно напрашивался на разные поручения, чтобы быть отправленным курьером в Петербург, и, накупив в чужих краях разной контрабанды, распродавал её втридорога, после чего летел опять за границу за новой добычей.

## Награды
Российской империи:
- Орден Святого Георгия 4-й степени
- Орден Святого Владимира 2-й степени (31.12.1837)
- Орден Святого Владимира 3-й степени (08.10.1813)
- Орден Святого Владимира 4-й степени с бантом (26.08.1812)
- Орден Белого орла (15.04.1841)
- Орден Святой Анны 1-й степени (08.05.1831)
- Орден Святой Анны 2-й степени с бриллиантами (07.11.1807)
- Орден Святого Иоанна Иерусалимского, кавалер
- Золотая шпага «За храбрость» (1812)

Иностранных государств:
- Австрийский орден Леопольда (Австрия, 1813)
- Орден «Pour le Mérite» (королевство Пруссия, 1813)[10]
- Военный орден Максимилиана Иосифа (королевство Бавария, 1814)
- Орден «За военные заслуги» (королевство Вюртемберг, 1814)
- Орден Святого Людовика (королевство Франция, 1814)

## Семья

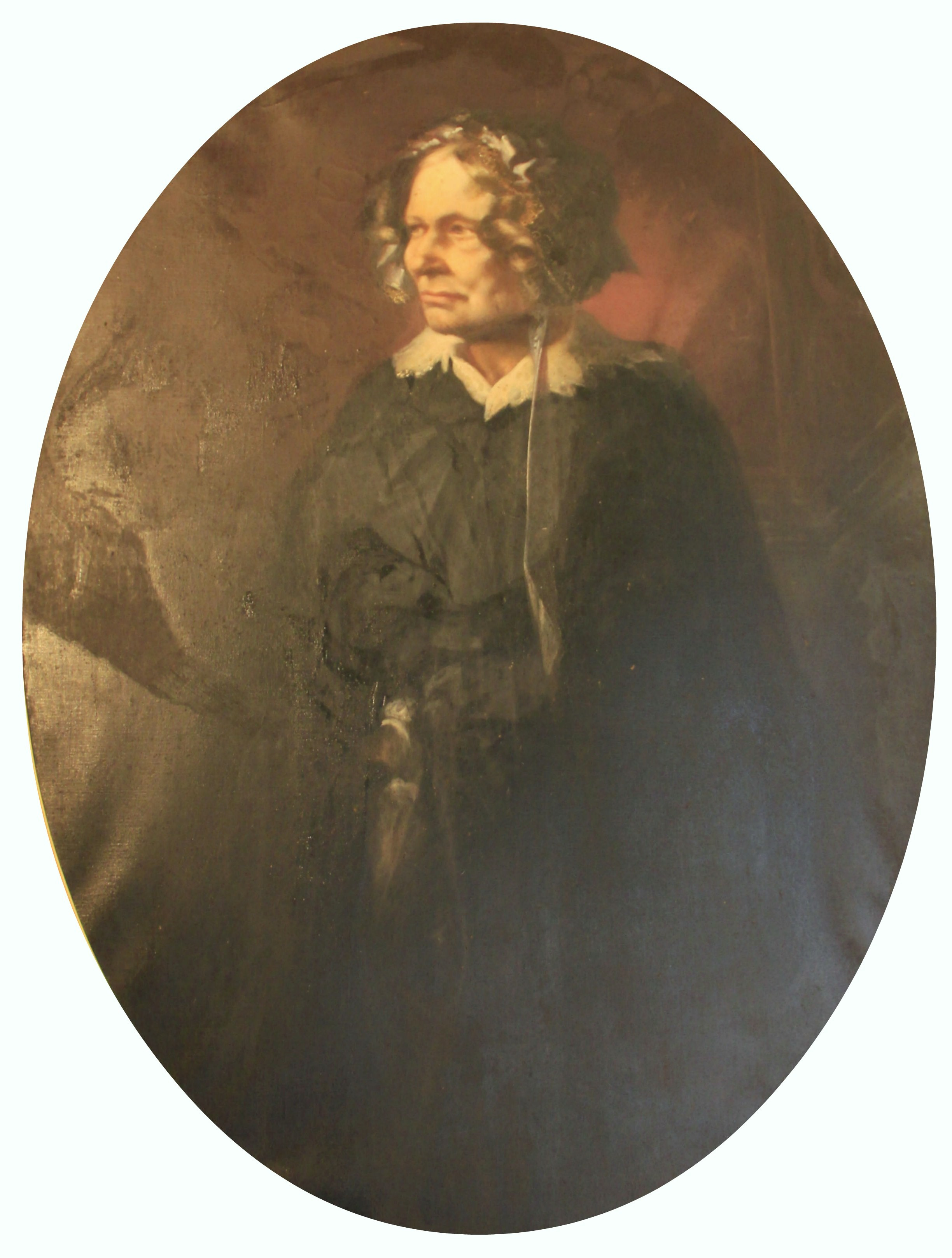
Роза Станиславовна, жена

Жена (с 1813) — Роза Станиславовна Потоцкая (1780—1862), дочь графа Станислава Щенсного Потоцкого от второй жены его Юзефины Мнишек. В первом браке (с 1799) была за Антоном Осиповичем Потоцким и имела троих детей. В 1812 году их брачный союз распался.  Браницкий женился на ней против воли матери и почтенная свекровь долгие годы не хотела видеть своей невестки. За заслуги мужа 30 апреля 1837 года была пожалована в кавалерственные дамы ордена Святой Екатерины (малого креста). По словам Филиппа Филипповича Вигеля, графиня Роза Станиславовна питала вечную враждебность к России и была «женщина самая неблагонамеренная». По её внушению все дети её чрезвычайно враждовали с правительством, сын Ксаверий, несмотря на желание императора, уклоняются от службы, и только граф Владислав служил по выборам уездным предводителем дворянства. Вся их жизнь, по замечанию Леонтия Васильевича Дубельта, проходит в праздности, тунеядстве и в поездках за границу. Овдовев, своим постоянным местом пребывания графиня Браницкая избрала Францию, где в 1849 году для своего старшего сына купила в долине Луары замок Монтрезор. Скончалась 30 октября 1862 года в Париже, тело её было перевезено в Польшу и похоронено в имении Потоцких в Кшешовицах. В браке было четыре сына и три дочери:
- Ксаверий (1816—1879), видный представитель радикального крыла польской эмиграции в Париже, во время Крымской войны пытался организовать польский легион для борьбы с Россией.
- Александр (1821—1877)
- Константин (1824—1884)
- Владислав-Михаил (1826—1884), камер-юнкер, служил по выборам дворянства в России, умер в Париже.
- Елизавета (1820—1876), художница, в первом браке замужем за польским поэтом графом Зыгмунтом Красинским, во втором — за графом Людвигом Красинским;
- Софья (1821—1886), замужем за князем Одескальки;
- Екатерина (1825—1907), замужем за графом Адамом Потоцким.